# Zubehör
Zubehör ist im deutschen Sachenrecht eine bewegliche Sache, die dem Zweck einer Hauptsache fortwährend dient und zu ihr in einem entsprechenden räumlichen Verhältnis steht.

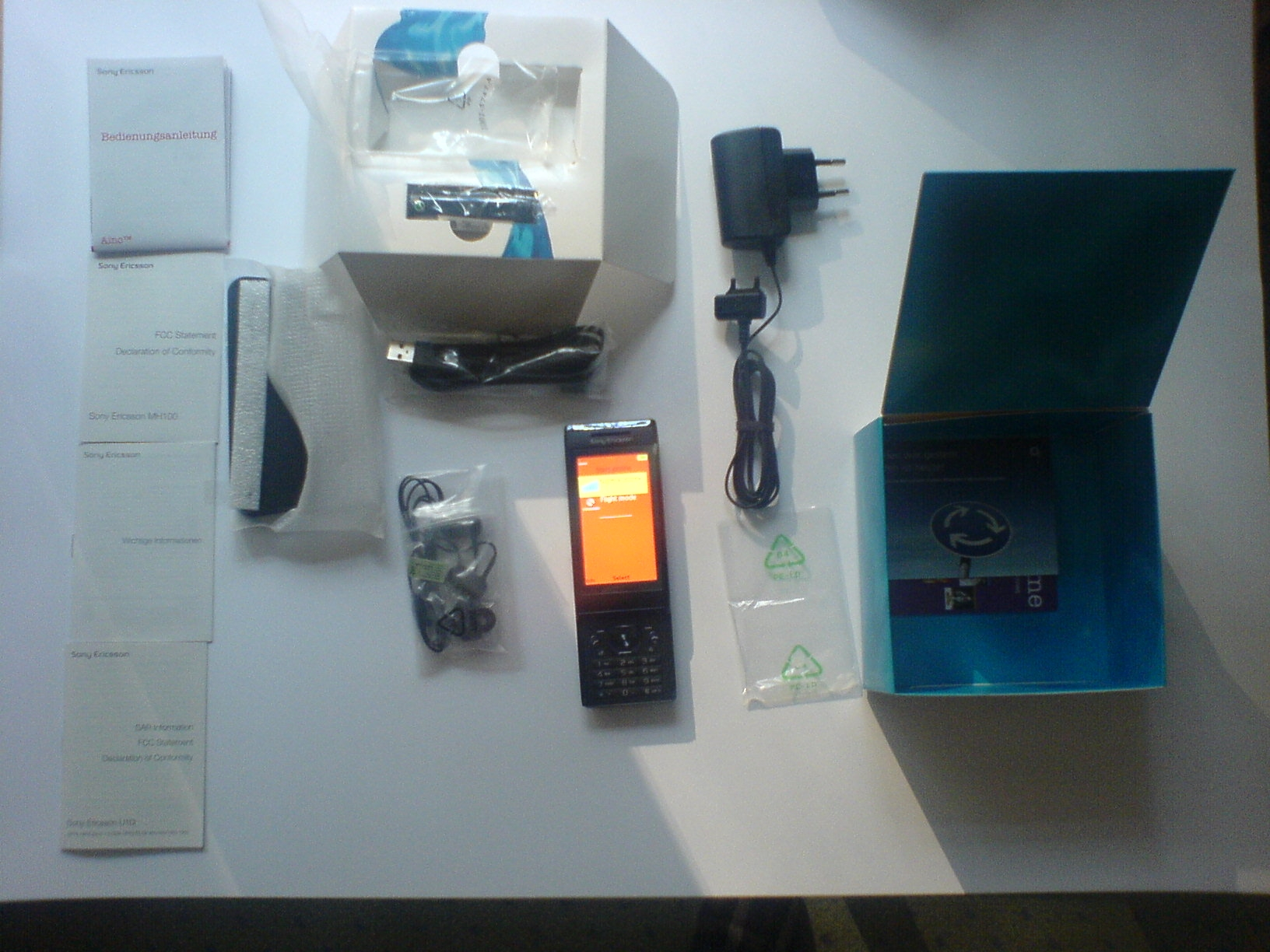
Mobilfunk-Zubehör

Diese Legaldefinition des § 97 Abs. 1 Satz 1 BGB ist zwar leicht zu verstehen, bereitet jedoch bei der Anwendung im Alltag Schwierigkeiten. Das liegt vor allem an den nachfolgenden Regelungen. Mit § 97 Abs. 1 Satz 2 BGB soll klargestellt werden, dass zum Zubehör jene Sachen nicht gehören, die im Rechtsverkehr nicht als Zubehör betrachtet werden. Was nach allgemeinem Verständnis (Verkehrsauffassung) als Zubehör angesehen wird, ist auch Zubehör im Rechtssinne. Die Folge hieraus kann sein, dass einzelne Sachen in bestimmten Regionen Deutschlands als Zubehör angesehen werden, in anderen Regionen wiederum nicht. In § 97 Abs. 2 BGB geht es um die Dauerhaftigkeit der Beziehung zwischen Zubehör und Hauptsache. Zubehör liegt demnach nicht vor, wenn eine bewegliche Sache nur vorübergehend für den wirtschaftlichen Zweck einer Hauptsache genutzt wird (§ 97 Abs. 2 Satz 1 BGB). Umgekehrt wird die Zubehöreigenschaft nicht aufgehoben, wenn Zubehör von der Hauptsache vorübergehend getrennt wird (§ 97 Abs. 2 Satz 2 BGB).

## Eigenschaften
Eine Unterscheidung zwischen Zubehör und wesentlichen Bestandteilen oder Scheinbestandteilen fällt nicht immer leicht. Die typischen Zubehöreigenschaften erleichtern eine Zuordnung zu einer der Gruppen.
Bewegliche Sache
Zubehör muss eine bewegliche Sache sein und kann kein wesentlicher Bestandteil sein, da dieser von der Hauptsache nur getrennt werden kann, wenn dabei die Bestandteile in ihrem Wesen verändert werden. Kann jedoch der eine oder andere Bestandteil nach der Trennung noch in der bisherigen Art – sei es auch in einer Verbindung mit einer neuen Sache – wirtschaftlich genutzt werden, liegt Zubehör vor. Der Scheinbestandteil ist eine bewegliche Sache, aber kein Zubehör, weil er nur vorübergehend zu einer Hauptsache gehört, ohne ihr Bestandteil zu sein.
Dauerhaftigkeit
Zubehör muss dauerhaft und nicht nur vorübergehend der Hauptsache dienen. Darüber entscheidet die Widmung und Zweckbestimmung des Einfügenden. Als nicht dauerhaft gelten alle vom Mieter, Pächter und Entleiher eingebrachten Sachen, da sie zeitlich befristet gewidmet werden. Wenn die Widmung für einen von vornherein begrenzten Zeitraum oder lediglich zur Befriedigung der Bedürfnisse des derzeitigen Nutzers erfolgt, liegt kein Zubehör vor.
Dienende Funktion
Zwischen Zubehör und seiner Hauptsache besteht ein Unterordnungsverhältnis, denn das Zubehör muss der Hauptsache dienen und den Zweck der Hauptsache fördern. Das Zubehör darf jedoch nicht weiter von der Hauptsache entfernt sein, als dies durch die dienende Funktion des Zubehörteils gefordert wird. Es muss sich an einem Ort befinden, wo es seine dienende Funktion ausüben kann.
Wirtschaftlicher Zweck
Zubehör dient dem wirtschaftlichen Zweck der Hauptsache. Es muss ihre wirtschaftliche Nutzung ermöglichen oder erleichtern, und zwar so, dass das Zubehör zur Hauptsache in einem Abhängigkeitsverhältnis steht. Dazu enthält § 98 BGB Beispiele für eine solche wirtschaftliche Zweckbestimmung, nämlich Maschinen und sonstige Geräte eines Gewerbebetriebes oder Geräte und Vieh eines landwirtschaftlichen Betriebes, die Produktionsmaschinen in einer Fabrik.
Räumliches Verhältnis
Hierunter wird die räumliche Nähe des Zubehörs zur Hauptsache verstanden. Das zweckgebundene räumliche Verhältnis liegt auch dann noch vor, wenn nach § 97 Abs. 2 Satz 2 BGB eine vorübergehende räumliche Trennung eintritt. Das ist etwa dann der Fall, wenn für betriebliche Zwecke dienende Fahrzeuge sich vom Grundstück (weit) entfernen, aber wieder zu ihm zurückkehren. Im Verhältnis zur Hauptsache Grundstück sind diese Fahrzeuge Zubehör. Eine nur vorübergehende Entfernung eines Fahrzeugs kann eine einmal entstandene Zubehöreigenschaft nicht beseitigen, solange das Fahrzeug regelmäßig zum Grundstück zurückkehrt und dort geparkt wird. Das gesetzliche Merkmal des „Einbringens“ setzt keinen festen, unverrückbaren Verbleib auf dem Grundstück voraus; ausreichend ist vielmehr ein tatsächliches Hineinschaffen der Sache auf das Grundstück.
Verkehrsauffassung
Unter Verkehrsauffassung versteht man die Anschauung, die sich allgemein oder in einem bestimmten Sachgebiet gebildet hat und in den Lebens- und Geschäftsgewohnheiten aller Beteiligten in Erscheinung tritt. Das Verständnis darüber, was Zubehör ist, kann sich im Laufe der Jahre ändern und wird regional unterschiedlich beurteilt. Auch Sachen, die für den Zweck der Hauptsache entbehrlich oder ungeeignet sind, können Zubehör sein, wenn die Zweckbestimmung des Einfügenden darüber entscheidet, ob eine Sache Zubehör wird. Die danach erforderliche Zweckbestimmung erfolgt in der Regel durch schlüssige Handlung, für die die tatsächliche Benutzung der Sache für den wirtschaftlichen Zweck einer anderen Sache ein Indiz sein kann.
Sonderrechtsfähigkeit
Es kann Gegenstand von Rechten sein und deshalb ohne die Hauptsache veräußert oder belastet oder gepfändet werden, solange Zubehör zu einer rechtlich unbelasteten Hauptsache gehört und die Hauptsache selbst nicht Gegenstand von Verfügungen wird (siehe Rechtsfolgen).

## Arten
Zum Zubehör gehören Fabrikfahrzeuge, Hotelbusse, das Baumaterial auf einem Baugrundstück, Vorräte zum Heizen (Öl, Kohle, Gas), Baumaschinen eines Bauunternehmens oder Einbaumöbel aus Serienfertigung. Kein Zubehör sind die Rohstoffe, Hilfsstoffe und Betriebsstoffe auf einem Fabrikgelände oder die zum Verkauf bestimmten Waren eines Betriebs. Auch die Fahrzeuge eines Speditionsunternehmens besitzen keine Zubehöreigenschaft, weil sich bei diesem Dienstleistungsunternehmen der wirtschaftliche Zweck des Betriebes auf dem Straßenverkehrsnetz entfaltet und deshalb das Grundstück nicht als die Hauptsache angesehen werden kann. Insofern kann daher eine Sicherungsübereignung dieser Kraftfahrzeuge ohne Bedenken vorgenommen werden.

## Rechtsfolgen
Als bewegliche Sache ist Zubehör sonderrechtsfähig. Da es aber mit der Hauptsache in einem wirtschaftlichen Verhältnis steht, soll es regelmäßig deren rechtliches Schicksal teilen. Daher hat die Einstufung als Zubehör bedeutsame Rechtsfolgen, denn nach
- § 311c BGB erstreckt sich die Verpflichtung zur Veräußerung oder Belastung einer Sache im Zweifel auch auf ihr Zubehör;
- § 926 Abs. 1 Satz 2 BGB erstreckt sich die Übereignung eines Grundstücks im Zweifel auch auf sein Zubehör;
- § 1031 BGB erstreckt sich der Nießbrauch einer Sache auch auf ihr Zubehör;
- § 1120 BGB haftet der Grundstückseigentümer dem Gläubiger eines Grundpfandrechts dinglich auch mit seinem Grundstückszubehör. Deshalb umfasst die Zwangsvollstreckung in ein Grundstück (§ 865 Abs. 1 ZPO) auch das Grundstückszubehör, welches nach § 865 Abs. 2 Satz 1 ZPO nicht separat gepfändet werden kann (Unpfändbarkeit im Rahmen der Mobiliarzwangsvollstreckung). Gemäß § 1121 Abs. 1 BGB werden Zubehörstücke im Falle ihrer Veräußerung erst dann von der Haftung frei, wenn sie vor der Beschlagnahme vom Grundstück entfernt wurden. Durch die Entfernung nach der Beschlagnahme Zubehör auch nicht gemäß § 1121 Abs. 2 Satz 2 BGB enthaftet werden, weil dies voraussetzt, dass der Erwerber bei der Entfernung in Ansehung der Beschlagnahme in gutem Glauben ist.

Diese Rechtsnormen behandeln Zubehör trotz der Sonderrechtsfähigkeit so, als würde es einen wesentlichen Bestandteil der Hauptsache darstellen. Außerhalb dieser Vorschriften bleibt das Zubehör eine selbständige bewegliche Sache.

## Zubehör in der Umgangssprache
Zubehör sind in der Umgangssprache auch diejenigen Gegenstände, die bei Gebrauchsgegenständen erst deren Funktionsfähigkeit ermöglichen, die Grundausstattung ergänzen oder erweitern oder durch ihre Beschaffenheit den Gebrauchszweck verbessern. Das die Funktionsfähigkeit erst ermöglichende Gerätezubehör ist mit der Kaufsache zu liefern und muss im Kaufpreis enthalten sein. Dies ergibt sich aus der Vorschrift des § 311c BGB, wonach sich der Kaufvertrag im Zweifel auch auf das Zubehör des Kaufgegenstands erstreckt. Was als Zubehör gilt, ist als Tatfrage anzusehen. Zubehör, das die Funktionsfähigkeit erst ermöglicht, muss im Kaufpreis enthalten sein und mitgeliefert werden. Die in Kraftfahrzeugen befindlichen Reservereifen, Warndreiecke, Verbandkästen und Feuerlöscher sind Zubehör des Kfz. Das den Gebrauchszweck verbessernde Zubehör wird meist mit einem Aufpreis angeboten und muss nicht Teil der Lieferung sein.

## Zugehör (Österreich)
Zugehör im Sinne der §§ 294 bis 297 ABGB sind körperliche Sachen, die, ohne Bestandteil des unbeweglichen Gutes zu sein, nach dem Gesetz oder dem Willen des Eigentümers zum anhaltenden Gebrauch der Hauptsache bestimmt sind und zu ihr in räumliche Beziehung gebracht wurden. Unter Zugehör versteht man dasjenige, was mit einer Sache in fortdauernde Verbindung gesetzt wird. Dahin gehören nicht nur der Zuwachs einer Sache, solange er von derselben nicht abgesondert ist, sondern auch die Nebensachen, ohne welche die Hauptsache nicht gebraucht werden kann, oder die das Gesetz oder der Eigentümer zum fortdauernden Gebrauche der Hauptsache bestimmt hat (§ 294 ABGB). Sachen, die an sich beweglich sind, werden im rechtlichen Sinne für unbeweglich gehalten, wenn sie vermöge des Gesetzes oder der Bestimmung des Eigentümers das Zugehör einer unbeweglichen Sache ausmachen (§ 293 Satz 2 ABGB).

## Zugehör (Schweiz)
Zugehör sind bewegliche Sachen, die nach Ortsgebrauch oder dem Willen des Grundeigentümers dauernd in eine Verbindung zu dem Grundstück, dem sie dienen sollen, verbracht wurden (Art. 644 f. ZGB).
Nach Art. 644 Abs. 2 ZGB sind Zugehör jene beweglichen Sachen, die nach der am Orte üblichen Auffassung oder nach dem klaren Willen des Eigentümers der Hauptsache dauernd für deren Bewirtschaftung, Benutzung oder Verwahrung bestimmt und durch Verbindung, Anpassung oder auf andere Weise in die Beziehung zur Hauptsache gebracht sind, in der sie ihr zu dienen haben. Zugehör können nur materielle und bewegliche Sachen sein. Je nach Ortsgebrauch (kantonales Recht) sind dies die Hotelmöbel, Produktionsanlagen, Energieeinrichtungen für Fabriken usw. Die Zugehör teilt das Schicksal der Hauptsache, nicht nur bei der Grundstückveräußerung, sondern auch bei Zwangsverwertung des Grundstücks. Wird die Zugehöreigenschaft nicht kraft Gesetzes, sondern auf Veranlassung des Grundeigentümers begründet, wird eine Liste der Zugehörgegenstände unter entsprechender Willenskundgabe im Grundbuch auf Begehren des Grundeigentümers angemerkt (Art. 946 Abs. 2 ZGB; GBVo 78). Ist eine Zugehöranmerkung erfolgt, so wird die Zugehörqualität vermutet, solange nicht dargetan ist, dass die Sache nach den Vorschriften des Schweiz. Zivilgesetzbuches nicht Zugehör sein kann (Art. 805 Abs. 2).
Die schweizerische Legaldefinition ist mit der deutschen Auslegung des § 97 BGB identisch.